# Sexologia
Sexologia é a área do conhecimento que trata do comportamento sexual. É um fenômeno recente, com a atual abordagem datando do final do século XIX. Trata-se de uma área de atuação interdisciplinar, que abrange:
- Algumas áreas da medicina: andrologia, ginecologia, anatomia, psiquiatria (especialmente parafilias, assim como desordens que levam a inadequações), e a epidemiologia das doenças sexualmente transmissíveis (DSTs);
- Estudos do comportamento sexual pela psicologia ;
- Estudos do comportamento sexual pela sociologia do comportamento sexual;
- Estudos do comportamento sexual pela antropologia do comportamento sexual;
- Estudos do comportamento sexual pela neurociências (o estudo da base da resposta sexual e a complexidade do comportamento sexual);

A sexologia também toca questões mais amplas, como o conceito de saúde sexual, aborto, saúde pública, controle de natalidade, abuso sexual, entre outros.

## DaRevolução Sexualaos dias de hoje
Podemos atribuir a Freud a "descoberta da sexualidade": estudando queixas de suas pacientes histéricas, observou que a maioria delas apresentava evidentemente sua sexualidade comprometida. Aprofundando os estudos neste campo, um de seus discípulos dissidentes, Wilhelm Reich, conclui que a perturbação da genitalidade não seria apenas um sintoma (como apontava a linha freudiana), mas o sintoma definidor das neuroses. Dava grande importância à livre expressão dos sentimentos sexuais nos relacionamentos, propondo como meta da terapia das perturbações psicológicas a libertação dos bloqueios do corpo. Posteriores leituras de Reich nos anos 1960 deram força ao movimento hippie.
Alfred Kinsey, considerado o pai da sexologia, contribuiu para as pesquisas sobre a sexualidade humana com um conjunto de estudos que ficou conhecido como o Relatório Kinsey, trazendo ao meio acadêmico a insuspeitada diversidade do comportamento sexual da típica família branca de classe média dos anos 1950 (92% dos seus homens e 62% das suas mulheres se masturbava; 37% dos homens e 13% das mulheres já tinham tido uma relação homossexual que lhes tinha proporcionado um orgasmo.
Masters e Johnson publicaram, na década de 1970, inovadores trabalhos descrevendo a resposta sexual humana e doenças próprias da sexualidade. 
Com os estudos de Helen Kaplan e cols., da Universidade de Cornell (EUA), surge uma visão muito clara e objetiva de uma nova psicoterapia do sexo (livros: A Nova Terapia do Sexo e O Desejo Sexual).

## A Sexologia na Prática Clínica
O tratamento sexológico é todo o processo médico e/ou psicoterápico que tem como objetivo a correção dos distúrbios sexuais para propiciar adequação sexual.
O clínico, em sua prática diária, pode participar na prevenção e no tratamento dos transtornos sexuais. Entretanto, alguns requisitos do próprio clínico são necessários:
1. Estar bem com si mesmo
2. Conhecer os dados sobre a resposta sexual normal
3. Dotar-se de um profundo respeito ético em relação à sexualidade do outro
4. Conhecer todos os recursos atuais nas áreas da propedêutica e da terapêutica em sexologia.

*É também desejável empatia e motivação, como em toda abordagem psicológica.
E a terapia alicerça-se principalmente sobre:
1. Orientação, dirimindo mitos e tabus, bem como legitimando o prazer sexual
2. Reposição ou suplementação hormonal (estrogênios e androgênios)
3. Psicoterapia

O dizer de Balint quanto ao "médico como medicamento" nessa situação torna-se transparente. Em uma abordagem em que se pesquisa um transtorno sexual, o médico pode (e deve) atuar como facilitador de ajuda. Porém, muitas vezes com preconceitos, desconhecimento e necessidade de impor valores, acaba se comportando como agente destrutivo (iatrogênico).
Kaplan diz que "o uso das experiências sexuais estruturadas sistematicamente, integradas ao conjunto das sessões terapêuticas, é a principal inovação e a característica distinta da terapia do sexo". Sua psicoterapia sexual é uma forma de terapia breve, que geralmente tem a duração de dois a oito meses, com freqüência de uma sessão semanal do casal ou do indivíduo, e que trabalha fundamentalmente o comportamento sexual nos seus aspectos psicossociais, uma vez excluída a possibilidade do comprometimento orgânico na queixa sexual.

## Disfunção, Desvio e Inadequação
O estudo da resposta sexual humana nos diz que todos os homens são: iguais, do ponto de vista biológico; parecidos, do ponto de vista sócio-cultural e diferentes, do ponto de vista psicológico. Por extensão, definimos os distúrbios do comportamento sexual segundo os aspectos biológico – disfunção,  sociológico – desvio e psicológico – inadequação.

### Disfunção
Um indivíduo funcional é capaz de levar ao fim a resposta sexual normal (Desejo Sexual > Excitação > Orgasmo > Relaxamento). O conceito de normalidade, no que tange à funcionalidade, se confunde com o conceito de índivíduo hígido.
A disfunção então ocorre:
Em alguma fase da resposta sexual:
- Apetência – inibição do desejo
- Excitação – Disfunção Erétil (DE), lubrificação inadequada
- Orgasmo – anorgasmias, distúrbios da ejaculação

Ou na forma de transtornos dolorosos: 
- Vaginismo
- Dispareunia

### Desvio (Parafilia)

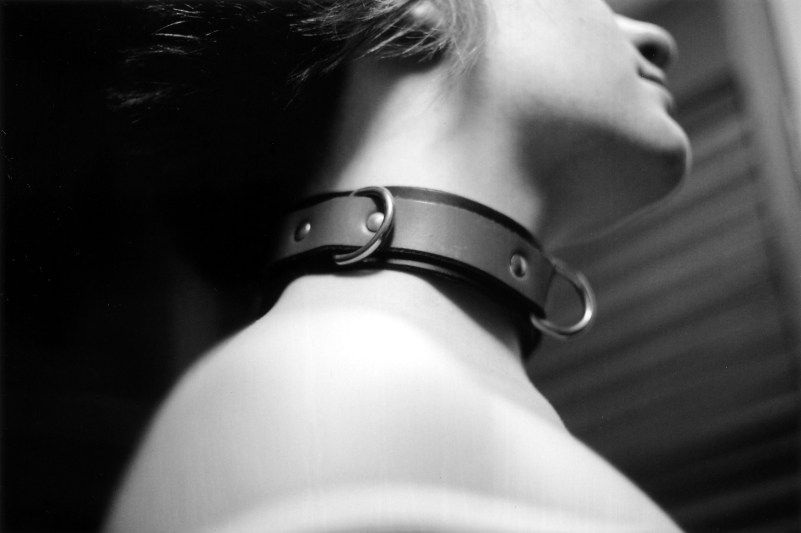
Parafilias - CID10 F65

O ambiente (grupos culturais, principais responsável por moldar nossa personalidade) nos dita certos padrões de comportamento, que serão aprendidos e/ou confrontados entre si e com o mundo individual ao longo de nossas vidas.
Podemos assumir duas posturas perante estes padrões: 
- Aceitação destes, assimilando-os e tornando se um reforço destes padrões culturais
- Comportamento Desviante, sua contestação

Classifica-se assim o desvio como sendo o "comportamento que foge a certo padrão cultural de uma sociedade em determinada época". As considerações com respeito ao que é considerado parafílico dependem das convenções sociais em um momento e lugar (o que é reprovado hoje torna-se modismo amanhã: homossexualidade, sexo oral, anal, masturbação…).
As parafilias podem ser consideradas inofensivas, salvo quando estão dirigidas a um objeto potencialmente perigoso, danoso para o sujeito ou para outros. São classificadas como distorções da preferência sexual na CID-10 (classe F65).‏

#### Classificação das parafilias
- Desvios do objeto: necrofilia, fetichismo, maiseufilia, etc
- Desvios de objetivo: exibicionismo, voyeurismo, etc

Sendo:
Objeto sexual: qualquer ser (animado ou não) alvo da atração sexual
Objetivo sexual: "a união sexual, ou atos que conduzam a esta união"

### Inadequação
A diferenciaçao entre adequação e inadequação segue critérios psicológicos. É um conceito relacionado ao equilíbrio interno de cada parceiro e de interações equilibradas entre eles:
- Um indivíduo Adequado não se queixa, está satisfeito.
- Um indivíduo Inadequado não está bem consigo mesmo ou com seu parceiro.

Um casal pode ser considerado adequado mesmo portando disfunções (homem impotente e mulher vagínica) ou desvios (homem sádico e mulher masoquista).
Em nosso meio, a inibição do desejo é a mais comum queixa sexual feminina, e anorgasmia e dispareunia também muito freqüentes. Com relação aos homens, transtornos eretivos e ejaculação precoce são predominantes. Outra inadequação corrente é a relativa à freqüência das relações sexuais em um casal. Apesar de um ciclo da resposta sexual completo, há queixa pela desproporção entre o apetite sexual dos parceiros.

### Outros distúrbios
- 1. / Disforia de Género (DSM-V) (transexualismo): a incompatibilidade entre anatomia genital e identidade sexual

Ocorrem tanto as formas transexual de homem a mulher quanto transexual de mulher a homem, apesar de o primeiro ser muito mais frequente (possui corpo masculino, mas percebe-se como feminino).
É a indicação da cirurgia de mudança de sexo (Kaplan, 1985). Intervenção tecnicamente simples, mas complexa devido às questões emocionais, legais e sociais que envolve. Por ser uma mudança irreversível, deve ser muito bem avaliado e indicado: "é preciso que a parte estrutural da mente da pessoa peça isso e não por uma fantasia, uma necessidade de momento, ou por achar que uma cirurgia vai resolver uma tendência afetivo-sexual diferente"
- Homossexualidade egodistônica

Há padrão de conduta homossexual, mas associado a descontamento com essa realidade. O indivíduo possui um desejo homossexual que não quer e que causa mal-estar.